# Sukay
Sukay fue un grupo de música andina creado en 1975 por Quentin Howard Navía y Edmond Badoux, y con la colaboración de Gonzalo Vargas y Javier Canelas. La mayor parte del tiempo han residido en EE. UU. por donde han hecho giras con el objeto de difundir la música andina por este país.

## Historia
En un principio realizaron un exhaustivo estudio de la música popular de los pueblos andinos, recorriendo así países como Perú, Bolivia, Ecuador y Norte de Argentina. Hasta que en 1978 graban en Canadá su primer LP: "Music of the Andes" donde recogen composiciones diversas de aquellos países. Siguieron la tónica con su segundo álbum: "Pacha Siku", tras el cual el grupo inicia un paréntesis en su carrera.
Edmond Badoux abandona Sukay y pasa a formar parte de otro grupo de música andina llamado "Chaskinakuy", Javier Canelas y Gonzalo Vargas hacen lo propio, este último forma un nuevo grupo llamado Inkuyo.
Quentin Howard Navía refunda Sukay junto con Omar Sepúlveda y Carlos Crespo y graban el tercer disco, "Socavón" en 1985. La segunda mitad de los 80 supone la época más prolífica del grupo, llegando a grabar cuatro discos más: "Tutayay" en 1986, "Mama Luna" en 1987, "Huayrasan" en 1988 y "Instrumental music of the Andes".
En 1990 se vuelve a reformar el grupo, Sepúlveda y Crespo abandonan y son sustituidos por dos ex-componentes del famoso grupo Savia Andina: su esposo y famoso charanguista Eddy Navía, y el otro famoso kenista Alcides Mejía ; el cuarteto se completaría con Enrique Coria. De esta manera la nueva formación graba en 1990 el disco "Cumbre - The summit", donde se recogen temas propios más algunas composiciones de Savia Andina compuestas por el propio Navia. Ya en los 90 graban los siguientes discos: "Return of the inca" en 1991, "Navidad andina" en 1993 y "Encuentros - Meetings" en 1995, en este último disco participó Gabriel Navia, hijo de Eddy.
En 1995 graban "Love songs of the Andes", donde contaron con la colaboración de Yuri Ortuño, quien fuera fundador de grupo Proyección. Y en 1999 graban el último disco del grupo hasta hoy: "Andean pan pipes".
Sukay ha editado además numerosos libros y vídeos de aprendizaje para tocar instrumentos andinos como la quena, la zampoña o el charango.
Actualmente el grupo ya no graba, pero regenta un centro gastronómico-cultural en San Francisco llamado "Peña Pachamama".

## Discografía
- 1978 Music of the Andes

- 1979 Pacha Siku

- 1985 Socavón

- 1986 Tutayay

- 1987 Mama Luna

- 1988 Huayrasan

- 1989 Instrumental music of the Andes (recopilatorio)

- 1990 Cumbre - The summit

- 1991 Return of the inca

- 1993 Navidad andina

- 1995 Encuentros - Meetings

- 1996 Love songs of the Andes

- 1999 Andean pan pipes

## Integrantes históricos
- Años 70: Quentin Howard Navía (directora artística), Edmond Badoux, Gonzalo Vargas y Javier Canelas.
- Años 80: Quentin Howard Navía, Omar Sepúlveda y Carlos Crespo.
- Años 90: Quentin Howard Navía, Eddy Navía, Alcídes Mejía, Enrique Coria. Con colaboraciones puntuales de Yuri Ortuño y Gabriel Navía.